# 李佳琦 (网络红人)
李佳琦（1992年6月7日—），湖南岳阳人，中国网络红人、直播销售员，兼任江苏师范大学淘宝写作与传媒课程讲师。

## 生平

### 早年生活
李佳琦于1992年出生于中華人民共和國湖南省岳阳市。他曾就读于岳阳学院路小学和岳阳中学。小时候，李佳琦就对化妆感到喜爱。2011年，他考入了南昌大学艺术与设计专业，但因工作原因提前离校。2015年，成为了南昌的一名歐萊雅化妆品专柜美容顾问（BA）。他以用自己的嘴巴为顾客试色的方法，取得了越来越高的业绩和客户满意度，并多次获得了专柜销售冠军。

### 职业生涯
2016年底，欧莱雅集团与美ONE合作举办“BA网红化”的淘宝直播项目比赛，李佳琦在比赛中取得胜利并与美ONE签约，带着2000元人民币来到上海入駐淘寶直播开启了自己的网络直播生涯。
职业生涯之初，李佳琦白天担任彩妆师的工作，晚上下班后才开始直播，一人独自负责产品文案写作与货物整理所有工作，工作时长超过15小时。前三个月，直播并不顺利，观看人数较少，李佳琦一度想要放弃直播生涯。但在经纪人的劝说之下，李佳琦决定再给自己一次机会。从那之后，直播的观看量逐渐有了起色。2017年，李佳琦的淘内粉丝达到数十万，成为该年度淘宝直播盛典的Top主播，并被江苏师范大学聘为淘宝写作与传媒课程讲师。同年9月，他受邀担任了2018年雅加达亚运会火炬手。2018年9月，李佳琦挑战“30秒涂口红最多人数”吉尼斯世界纪录成功，获得了“口红一哥”的称号。该年“双十一”购物节期间，他与马云比赛售卖口红，并战胜马云取得比赛胜利。同年12月，李佳琦陆续开通了抖音、小红书、快手等社交平台的账户，粉丝数量暴增。截至2019年6月，他的全网粉丝接近5000万。
2020年3月15日（国际消费者权益日），上海市消保委专家杨青邀请李佳琦进入直播间，介绍老人鞋和空气净化器的挑选技巧。4月6日，李佳琦与中国中央电视台主持人朱廣權連線，進行了一場湖北特色产品的购物直播。此次直播由李佳琦團隊和央視合作，為公益直播，也一度成为微博熱搜话题。
2020年6月23日，李佳琦落戶上海市崇明區，享受国家级领军人才政策。2020年12月，增补为上海市青联委员。
2021年3月26日，北京美奈咨询管理有限公司成立，李佳琦持股比例约38%，为第二大股东。
2022年6月3日晚间，他因在直播中展示坦克形状蛋糕而触犯关于六四事件的禁忌，深夜李佳琦发微博称因为「技术原因」直播中断。2022年9月20日晚，在停播三个多月后，李佳琦重启直播。
2024年，参加芒果TV明星男團競演真人秀《披荆斩棘（第四季）》。

## 直播流程
2019年7月时，李佳琦的团队共有6人，其中4人负责招商。每天中午12点到下午5点是李佳琦团队的选品时间。李佳琦自称：“我是一个不写脚本的主播，所有的东西都是我的切身体验，我真的了解之后，才可以说的出来。”因此，在直播前，李佳琦自称会试用一遍所有的东西。晚上7点到次日凌晨1点，则是团队正式直播的时间。在直播过程中，李佳琦会使用“Oh my god！买它！”“我的妈呀”等语言刺激观看者购买产品。除了个性的语言以外，李佳琦对直播设立了时间限制，使用“总共2000套，还剩100套，倒计时3、2、1”等类似语言，以紧张的气氛为消费者带来压力。在直播时，李佳琦经常引入繁多的赠品，并和助理拿着白纸亲自为观众计算折扣，让观众感到他十分关心消费者的利益。他也会指出某些物品的瑕疵，以使他对物品的评价更加真实可信。直播完成后，李佳琦团队会对直播进行回放复盘，以发现并解决问题，通常凌晨4点才能睡觉。

## 争议事件

### 不粘锅事件
2019年10月9日，李佳琦和助理在直播某品牌不粘锅时，现场煎鸡蛋进行验证。但在直播过程中，煎蛋发生了粘锅，引发网友广泛关注。对此，李佳琦在直播时解释，粘锅是因为“没有放油”，并表示“它不粘”。之后，他在11月2日回应称这是未按照说明书的要求操作和使用导致的。

### 大闸蟹错误命名
2019年11月，李佳琦被指将“阳澄状元蟹”虚假宣传为“阳澄湖的大闸蟹”。之后，李佳琦工作室向消费者致歉，称解读商家提供信息时出现偏差，并承诺将协助处理售后问题。

### 开黄腔
2020年4月28日，李佳琦与演员杨幂搭档直播卖货，在试吃杨幂曾代言的某品牌果冻时说出了“果冻很好吃，可它需要口活比较好（口腔性交）”的不当语句，然而李佳琦没有意识自己的不礼貌和冒犯，仍然接过话茬问“开黄腔没事吧”。此言论引发网友的广泛讨论，认为此言论“对女性不尊重”。在直播结束两小时后，李佳琦在微博上致歉。

### 虚假宣传洗发水
2020年6月，李佳琦持股49%的上海妆佳电子商务有限公司因在名下网店虚假宣传洗发水防脱功能，被上海市崇明区市场监督管理局行政处罚，罚款1万元人民币。

### 退货无保证
2020年11月20日，中国消费者协会发布《“双11”消费维权舆情分析报告》，该报告指出李佳琦直播间“买完不让换”。21日，李佳琦回应称，消费者曾在11月6日将问题反映给品牌方和李佳琦直播间，厂商因为当时货品已售完无法换货，进行了退款，直播间一直与品牌方积极协调做好售后。如果对目前的售后解决方案仍有意见，会负责到底。

### 学历质疑
2021年11月8日，李佳琦参选上海浦东新区人大代表198选区，其候选人公示的学历一栏所标注為高中学历，引发了外界对其学历造假质疑。11月9日，美ONE相关负责人表示李佳琦确实曾经就读于南昌大学，因工作原因提前离校。

### 坦克冰淇淋事件
2022年6月3日晚间，李佳琦在淘宝直播时展示了一款坦克形状的冰淇淋蛋糕，直播随即被中断。當時临近六四事件三十三週年纪念日，被網友認為疑似觸犯敏感话题，引发舆论骚动。随后李佳琦在深夜发微博称，因「技术原因」，直播暂时中断并且需临时停播，而其他播放展延至明天，此后，他直到618活动结束前都未再出现。更有网友发现，该次直播在中断前的内容片段未像以往一样保留供回放，引发更多猜测。有網民擔憂李佳琦最終會被當局封殺，事故引發廣泛討論，鉴于李佳琦在年轻群体中的巨大影响力，歐美媒體也紛紛关注此事，他被视为一位始终配合监管、避免敏感议题的典型代表。但正因这种“过度规避”，此次无意中的失误反而激起了公众的强烈好奇心，可能使數千萬人了解到相关历史，如何處理相关历史使當局陷入兩難，“李佳琦悖论”这一说法也因此流行开来。同年9月20日晚，李佳琦在淘宝平台低调复出，重新开启直播带货。

### 直播怒怼网民事件
2023年9月9日，李佳琦在直播期间介绍花西子眉笔时，直播间有网民质疑“花西子的眉笔越来越贵了”。随即李佳琦怒怼网民说，“这么多年一直都是这个价格，不要睁着眼睛乱说，国货品牌很难的”、“有时候找找自己原因，这么多年了工资涨没涨，有没有认真工作”。相关言论引发巨大争议。9月11日凌晨，李佳琦在微博发文道歉。而关于花西子品牌的讨论也引发热议。9月11日晚，李佳琦在直播时再次道歉。受此风波影响，李佳琦微博粉丝大量流失，截至9月11日23点粉丝量为2943.4万，减少一百多万。与此同时，诞生了“哪李贵了”网络流行语，以及将“花西币”作为货币单位的调侃。

### 直播间卖假和田玉
2023年10月，职业打假人王海发布视频称接到粉丝投稿，质疑李佳琦9月23日直播间的“鸳鸯金楼和田玉项链”是假和田玉。然而和田玉的真假之争，王海与品牌方双方仍各执一词。

## 電影
- 2020年《一点就到家》
- 2020年，客串《我和我的家乡》，饰演一个电商主播。

## 家庭
堂妹：刘柏辛为创作型歌手，兩人曾在2020年合作推出單曲《買它》
母亲：李文利，李佳琦经纪人